# Переспа (станція)
Пере́спа — проміжна залізнична станція Рівненської дирекції Львівської залізниці.
Розташована у селі Переспа Рожищенського району Волинської області на лінії Здолбунів — Ковель між станціями Рожище (12 км) та Голоби (15 км).
Станцію було відкрито 1879 року під такою ж назвою у складі вже відкритої залізниці Здолбунів — Ковель.
Електрифіковано у складі лінії Рівне — Ковель 2001 року. На станції зупиняються лише приміські потяги.